# Coua de Coquerel
El coua de Coquerel (Coua coquereli) és una espècie d'ocell de la família dels cucúlids (Cuculidae) que habita boscos, sabanes i estepes arbustives de l'oest de Madagascar.